# Belutschistania
Belutschistania é um gênero de mariposa pertencente à família Crambidae.